# Cougar Helicopters
Cougar Helicopters — приватна вертолітна авіакомпанія, що працює у сфері постачання розробок морських нафтових і газових родовищ біля узбережжя Ньюфаундленду. Штаб-квартира компанії знаходиться в місті Сент-Джонс (провінція Ньюфаундленд і Лабрадор), Канада.

## Послуги
Нині компанія Cougar Helicopters обслуговує нафто- і газодобувні платформи, розташовані в таких районах:
- родовище Гайбернія
- родовище Терра-Нова
- родовище Уайт-Роуз
- родовище Хеброн-Бен-Невіс

## Флот

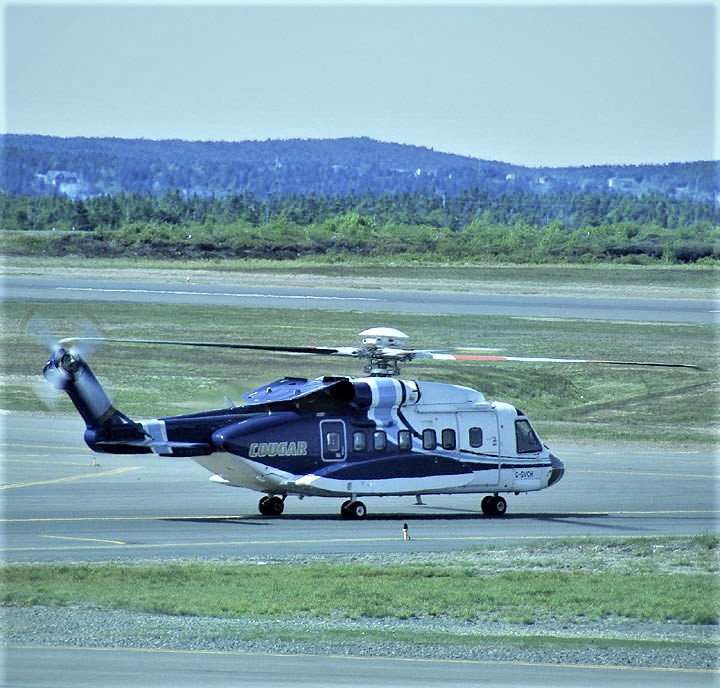
Вертоліт Cougar Helicopters в Сент-Джонсі, Ньюфаундленд і Лабрадор

Станом на січень 2010 року повітряний флот авіакомпанії Cougar Helicopters становили такі вертольоти:
- Sikorsky S-92 — 3 одиниці;
- Sikorsky S-61N — 1 одиниця.

## Авіаподії і нещасні випадки
- 12 березня 2009 року, рейс 91. Вертоліт Sikorsky S-92A, що прямував на бурову установку біля узбережжя Ньюфаундленду, зазнав аварії і затонув приблизно за 65 км на південний схід Сент-Джонса. З 18 пасажирів і членів екіпажу вижив один чоловік, який був негайно доставлений в лікарню міста Сент-Джонс[1].